# 8249 Ґершвін
8249 Ґершвін (8249 Gershwin) — астероїд головного поясу, відкритий 13 квітня 1980 року.
Тіссеранів параметр щодо Юпітера — 3,507.